# Duchowskaja (stacja kolejowa)
Duchowskaja (ros. Духовская) – węzłowa stacja kolejowa w miejscowości Stancyja Duchowskaja, w rejonie kardymowskim, w obwodzie smoleńskim, w Rosji. Leży na linii Moskwa - Mińsk - Brześć.

## Historia
Stacja powstała w czasach carskich na drodze żelaznej moskiewsko-brzeskiej pomiędzy stacjami Kardymowo i Kołodnia.